# 中华人民共和国大法官列表
以下是被任命为中华人民共和国大法官的人物列表：

## 大法官列表

### 第一次中国大法官会议
| 姓名        | 级别       | 任命时间                           | 首席大法官 | 任命时任职                         | 备注         |
| ----------- | ---------- | ---------------------------------- | ---------- | ---------------------------------- | ------------ |
| 祝铭山      | 一级大法官 | 2002年3月21日颁证                  | 肖扬       | 最高人民法院常务副院长             |              |
| 刘家琛      | 二级大法官 | 2002年3月21日颁证                  | 肖扬       | 最高人民法院副院长                 |              |
| 李国光      | 二级大法官 | 2002年3月21日颁证                  | 肖扬       | 最高人民法院副院长                 |              |
| 姜兴长      | 二级大法官 | 2002年3月21日颁证                  | 肖扬       | 最高人民法院副院长                 |              |
| 沈德咏      | 二级大法官 | 2002年3月21日颁证                  | 肖扬       | 最高人民法院副院长                 |              |
| 曹建明      | 二级大法官 | 2002年3月21日颁证                  | 肖扬       | 最高人民法院副院长                 |              |
| 万鄂湘      | 二级大法官 | 2002年3月21日颁证                  | 肖扬       | 最高人民法院副院长                 |              |
| 张军        | 二级大法官 | 2002年3月21日颁证 2005年9月2日公告 | 肖扬       | 最高人民法院副院长                 |              |
| 苏泽林      | 二级大法官 | 2002年3月21日颁证                  | 肖扬       | 最高人民法院审判委员会委员         |              |
| 丁世发      | 二级大法官 | 2002年3月21日颁证                  | 肖扬       | 辽宁省高级人民法院院长             |              |
| 尹忠显      | 二级大法官 | 2002年3月21日颁证                  | 肖扬       | 山东省高级人民法院院长             |              |
| 巴士杰      | 二级大法官 | 2002年3月21日颁证                  | 肖扬       | 内蒙古自治区高级人民法院院长       | （蒙古族）   |
| 王发荣      | 二级大法官 | 2002年3月21日颁证                  | 肖扬       | 陕西省高级人民法院院长             |              |
| 白钊        | 二级大法官 | 2002年3月21日颁证                  | 肖扬       | 西藏自治区高级人民法院院长         | （藏族）     |
| 买买提·肉孜 | 二级大法官 | 2002年3月21日颁证                  | 肖扬       | 新疆维吾尔自治区高级人民法院院长   | （维吾尔族） |
| 吕伯涛      | 二级大法官 | 2002年3月21日颁证                  | 肖扬       | 广东省高级人民法院院长             |              |
| 吴家友      | 二级大法官 | 2002年3月21日颁证                  | 肖扬       | 湖北省高级人民法院院长             |              |
| 吴振汉      | 二级大法官 | 2002年3月21日颁证                  | 肖扬       | 湖南省高级人民法院院长             |              |
| 张轩        | 二级大法官 | 2002年3月21日颁证                  | 肖扬       | 重庆市高级人民法院院长             | （女）       |
| 张启楣      | 二级大法官 | 2002年3月21日颁证                  | 肖扬       | 浙江省高级人民法院院长             |              |
| 张林春      | 二级大法官 | 2002年3月21日颁证                  | 肖扬       | 贵州省高级人民法院院长             |              |
| 张柏峰      | 二级大法官 | 2002年3月21日颁证                  | 肖扬       | 天津市高级人民法院院长             |              |
| 张树兰      | 二级大法官 | 2002年3月21日颁证                  | 肖扬       | 甘肃省高级人民法院院长             |              |
| 李玉成      | 二级大法官 | 2002年3月21日颁证                  | 肖扬       | 河北省高级人民法院院长             |              |
| 李玉臻      | 二级大法官 | 2002年3月21日颁证                  | 肖扬       | 山西省高级人民法院院长             |              |
| 李佩佑      | 二级大法官 | 2002年3月21日颁证                  | 肖扬       | 江苏省高级人民法院院长             |              |
| 李修源      | 二级大法官 | 2002年3月21日颁证                  | 肖扬       | 江西省高级人民法院院长             |              |
| 李道民      | 二级大法官 | 2002年3月21日颁证                  | 肖扬       | 河南省高级人民法院院长             |              |
| 陈旭        | 二级大法官 | 2002年3月21日颁证                  | 肖扬       | 福建省高级人民法院院长             |              |
| 赵仕杰      | 二级大法官 | 2002年3月21日颁证                  | 肖扬       | 云南省高级人民法院院长             |              |
| 赵祥娃      | 二级大法官 | 2002年3月21日颁证                  | 肖扬       | 新疆维吾尔自治区高级人民法院副院长 |              |
| 徐衍东      | 二级大法官 | 2002年3月21日颁证                  | 肖扬       | 黑龙江省高级人民法院院长           |              |
| 秦正安      | 二级大法官 | 2002年3月21日颁证                  | 肖扬       | 北京市高级人民法院院长             |              |
| 钱应学      | 二级大法官 | 2002年3月21日颁证                  | 肖扬       | 青海省高级人民法院院长             |              |
| 敬瑞祥      | 二级大法官 | 2002年3月21日颁证                  | 肖扬       | 四川省高级人民法院院长             |              |
| 曾浩荣      | 二级大法官 | 2002年3月21日颁证                  | 肖扬       | 海南省高级人民法院院长             |              |
| 覃日飞      | 二级大法官 | 2002年3月21日颁证                  | 肖扬       | 广西壮族自治区高级人民法院院长     | （壮族）     |
| 韩云萍      | 二级大法官 | 2002年3月21日颁证                  | 肖扬       | 安徽省高级人民法院院长             | （女）       |
| 黑俊英      | 二级大法官 | 2002年3月21日颁证                  | 肖扬       | 宁夏回族自治区高级人民法院院长     | （女，回族） |
| 蔡彰        | 二级大法官 | 2002年3月21日颁证                  | 肖扬       | 吉林省高级人民法院院长             |              |
| 滕一龙      | 二级大法官 | 2002年3月21日颁证                  | 肖扬       | 上海市高级人民法院院长             |              |

### 第二次中国大法官会议
| 姓名        | 级别       | 任命时间                              | 首席大法官 | 任命时任职                       | 备注               |
| ----------- | ---------- | ------------------------------------- | ---------- | -------------------------------- | ------------------ |
| 曹建明      | 一级大法官 | 2002年9月6日公告 2007年12月24日颁证   | 肖扬       | 最高人民法院常务副院长           |                    |
| 苏勇        | 一级大法官 | 2007年12月19日公告 2007年12月24日颁证 | 肖扬       | 中国人民解放军军事法院院长       |                    |
| 黄松有      | 二级大法官 | 2003年1月13日公告 2007年12月24日颁证  | 肖扬       | 最高人民法院副院长               | 2008年10月28日免职 |
| 江必新      | 二级大法官 | 2003年1月13日公告 2007年12月24日颁证  | 肖扬       | 最高人民法院副院长               |                    |
| 尼玛占堆    | 二级大法官 | 2003年4月11日公告                     | 肖扬       | 西藏自治区高级人民法院院长       | （藏族）           |
| 奚晓明      | 二级大法官 | 2004年7月7日公告 2007年12月24日颁证   | 肖扬       | 最高人民法院副院长               |                    |
| 曲大成      | 一级大法官 | 2004年12月8日公告                     | 肖扬       | 中国人民解放军军事法院院长       |                    |
| 苏勇        | 二级大法官 | 2004年12月8日公告                     | 肖扬       | 中国人民解放军军事法院副院长     |                    |
| 熊选国      | 二级大法官 | 2005年9月2日公告 2007年12月24日颁证   | 肖扬       | 最高人民法院副院长               |                    |
| 李克        | 二级大法官 | 2004年12月28日公告 2007年12月24日颁证 | 肖扬       | 最高人民法院审判委员会委员       |                    |
| 王秀红      | 二级大法官 | 2004年10月27日公告 2007年12月24日颁证 | 肖扬       | 最高人民法院审判委员会委员       | （女）             |
| 黄尔梅      | 二级大法官 | 2006年11月28日公告 2007年12月24日颁证 | 肖扬       | 最高人民法院审判委员会委员       | （女）             |
| 景汉朝      | 二级大法官 | 2006年11月28日公告 2007年12月24日颁证 | 肖扬       | 最高人民法院审判委员会委员       |                    |
| 刘瑞川      | 二级大法官 | 2003年4月11日公告 2007年12月24日颁证  | 肖扬       | 河北省高级人民法院院长           |                    |
| 左世忠      | 二级大法官 | 2007年2月28日公告 2007年12月24日颁证  | 肖扬       | 山西省高级人民法院院长           |                    |
| 王维山      | 二级大法官 | 2003年4月11日公告 2007年12月24日颁证  | 肖扬       | 内蒙古自治区高级人民法院院长     | （蒙古族）         |
| 肖声        | 二级大法官 | 2007年2月28日公告 2007年12月24日颁证  | 肖扬       | 辽宁省高级人民法院院长           |                    |
| 南英        | 二级大法官 | 2005年2月22日公告 2007年12月24日颁证  | 肖扬       | 黑龙江省高级人民法院院长         |                    |
| 公丕祥      | 二级大法官 | 2003年4月11日公告 2007年12月24日颁证  | 肖扬       | 江苏省高级人民法院院长           |                    |
| 应勇        | 二级大法官 | 2006年3月2日公告 2007年12月24日颁证   | 肖扬       | 浙江省高级人民法院院长           |                    |
| 周溯        | 二级大法官 | 2003年4月11日公告 2007年12月24日颁证  | 肖扬       | 安徽省高级人民法院院长           |                    |
| 康为民      | 二级大法官 | 2003年4月11日公告 2007年12月24日颁证  | 肖扬       | 江西省高级人民法院院长           |                    |
| 李少平      | 二级大法官 | 2003年4月11日公告 2007年12月24日颁证  | 肖扬       | 四川省高级人民法院院长           |                    |
| 罗布顿珠    | 二级大法官 | 2007年2月28日公告 2007年12月24日颁证  | 肖扬       | 西藏自治区高级人民法院院长       |                    |
| 赵郭海      | 二级大法官 | 2003年4月11日公告 2007年12月24日颁证  | 肖扬       | 陕西省高级人民法院院长           |                    |
| 郝洪涛      | 二级大法官 | 2003年4月11日公告 2007年12月24日颁证  | 肖扬       | 甘肃省高级人民法院院长           |                    |
| 刘晓阳      | 二级大法官 | 2006年3月2日公告 2007年12月24日颁证   | 肖扬       | 青海省高级人民法院院长           |                    |
| 肉孜·司马义 | 二级大法官 | 2006年3月2日公告 2007年12月24日颁证   | 肖扬       | 新疆维吾尔自治区高级人民法院院长 |                    |
| 李晓峰      | 二级大法官 | 2007年12月19日公告 2007年12月24日颁证 | 肖扬       | 中国人民解放军军事法院副院长     |                    |

### 2008年
| 姓名   | 级别       | 任命时间                             | 首席大法官 | 任命时任职                     | 备注     |
| ------ | ---------- | ------------------------------------ | ---------- | ------------------------------ | -------- |
| 马三刚 | 二级大法官 | 2008年2月15日公告 2012年12月27日颁证 | 王胜俊     | 宁夏回族自治区高级人民法院院长 | （回族） |
| 马新岚 | 二级大法官 | 2008年2月15日公告 2012年12月27日颁证 | 王胜俊     | 福建省高级人民法院院长         | （女）   |
| 王振华 | 二级大法官 | 2008年2月15日公告 2012年12月27日颁证 | 王胜俊     | 辽宁省高级人民法院院长         |          |
| 刘玉顺 | 二级大法官 | 2008年2月15日公告 2012年12月27日颁证 | 王胜俊     | 四川省高级人民法院院长         |          |
| 孙华璞 | 二级大法官 | 2008年2月15日公告 2012年12月27日颁证 | 王胜俊     | 贵州省高级人民法院院长         |          |
| 安东   | 二级大法官 | 2008年2月15日公告 2012年12月27日颁证 | 王胜俊     | 陕西省高级人民法院院长         |          |
| 池强   | 二级大法官 | 2008年2月15日公告 2012年12月27日颁证 | 王胜俊     | 北京市高级人民法院院长         |          |
| 齐奇   | 二级大法官 | 2008年2月15日公告 2012年12月27日颁证 | 王胜俊     | 浙江省高级人民法院院长         |          |
| 许前飞 | 二级大法官 | 2008年2月15日公告 2012年12月27日颁证 | 王胜俊     | 云南省高级人民法院院长         |          |
| 张文显 | 二级大法官 | 2008年2月15日公告 2012年12月27日颁证 | 王胜俊     | 吉林省高级人民法院院长         |          |
| 张立勇 | 二级大法官 | 2008年2月15日公告 2012年12月27日颁证 | 王胜俊     | 河南省高级人民法院院长         |          |
| 张忠厚 | 二级大法官 | 2008年2月15日公告 2012年12月27日颁证 | 王胜俊     | 江西省高级人民法院院长         |          |
| 罗殿龙 | 二级大法官 | 2008年2月15日公告 2012年12月27日颁证 | 王胜俊     | 广西壮族自治区高级人民法院院长 | （壮族） |
| 郑少三 | 二级大法官 | 2008年2月15日公告 2012年12月27日颁证 | 王胜俊     | 湖北省高级人民法院院长         |          |
| 郑鄂   | 二级大法官 | 2008年2月15日公告 2012年12月27日颁证 | 王胜俊     | 广东省高级人民法院院长         |          |
| 周玉华 | 二级大法官 | 2008年2月15日公告 2012年12月27日颁证 | 王胜俊     | 山东省高级人民法院院长         |          |
| 钱锋   | 二级大法官 | 2008年2月15日公告 2012年12月27日颁证 | 王胜俊     | 重庆市高级人民法院院长         |          |
| 高勇   | 二级大法官 | 2008年2月15日公告 2012年12月27日颁证 | 王胜俊     | 河北省高级人民法院院长         |          |
| 梁明远 | 二级大法官 | 2008年2月15日公告 2012年12月27日颁证 | 王胜俊     | 甘肃省高级人民法院院长         | （藏族） |
| 董治良 | 二级大法官 | 2008年2月15日公告 2012年12月27日颁证 | 王胜俊     | 海南省高级人民法院院长         |          |
| 沈德咏 | 一级大法官 | 2008年5月5日公告 2012年12月27日颁证  | 王胜俊     | 最高人民法院常务副院长         |          |

### 2012年
| 姓名        | 级别       | 任命时间                            | 首席大法官 | 任命时任职                           | 备注         |
| ----------- | ---------- | ----------------------------------- | ---------- | ------------------------------------ | ------------ |
| 张建南      | 二级大法官 | 2009年1月5日公告 2012年12月27日颁证 | 王胜俊     | 最高人民法院审判委员会委员           |              |
| 王记文      | 二级大法官 | 2009年1月7日公告 2012年12月27日颁证 | 王胜俊     | 新疆维吾尔自治区高级人民法院副院长   |              |
| 张军        | 一级大法官 | 2011年公告 2012年12月27日颁证       | 王胜俊     | 最高人民法院副院长                   |              |
| 贺荣        | 二级大法官 | 2012年公告 2012年12月27日颁证       | 王胜俊     | 最高人民法院审判委员会副部级专职委员 | （女）       |
| 乃依木·亚森 | 二级大法官 | 2012年公告 2012年12月27日颁证       | 王胜俊     | 新疆维吾尔自治区高级人民法院院长     | （维吾尔族） |
| 王海萍      | 二级大法官 | 2012年公告 2012年12月27日颁证       | 王胜俊     | 四川省高级人民法院院长               | （女）       |
| 李彦凯      | 二级大法官 | 2012年公告 2012年12月27日颁证       | 王胜俊     | 宁夏回族自治区高级人民法院院长       | （回族）     |
| 刘季幸      | 一级大法官 | 2012年12月27日颁证                  | 王胜俊     | 中国人民解放军军事法院院长           |              |
| 刘学文      | 二级大法官 | 2012年12月27日颁证                  | 王胜俊     | 最高人民法院审判委员会委员           |              |
| 高憬宏      | 二级大法官 | 2012年12月27日颁证                  | 王胜俊     | 最高人民法院审判委员会委员           |              |
| 杜万华      | 二级大法官 | 2012年12月27日颁证                  | 王胜俊     | 最高人民法院审判委员会委员           |              |
| 胡毅峰      | 二级大法官 | 2011年公告 2012年12月27日颁证       | 王胜俊     | 内蒙古自治区高级人民法院院长         | （蒙古族）   |
| 张述元      | 二级大法官 | 2012年12月27日颁证                  | 王胜俊     | 黑龙江省高级人民法院院长             |              |
| 董开军      | 二级大法官 | 2010年公告 2012年12月27日颁证       | 王胜俊     | 青海省高级人民法院院长               |              |
| 王小鸣      | 二级大法官 | 2012年12月27日颁证                  | 王胜俊     | 中国人民解放军军事法院副院长         |              |

### 2013年
| 姓名   | 级别       | 任命时间           | 首席大法官 | 任命时任职                                   | 备注     |
| ------ | ---------- | ------------------ | ---------- | -------------------------------------------- | -------- |
| 卫彦明 | 二级大法官 | 2013年2月7日公告   | 周强       | 河北省高级人民法院院长                       |          |
| 王常松 | 二级大法官 | 2013年2月7日公告   | 周强       | 吉林省高级人民法院院长                       |          |
| 白泉民 | 二级大法官 | 2013年2月7日公告   | 周强       | 山东省高级人民法院院长                       |          |
| 李静   | 二级大法官 | 2013年2月7日公告   | 周强       | 湖北高级人民法院院长                         | （女）   |
| 张坚   | 二级大法官 | 2013年2月7日公告   | 周强       | 安徽省高级人民法院院长                       |          |
| 张学群 | 二级大法官 | 2013年2月7日公告   | 周强       | 云南省高级人民法院院长                       |          |
| 索达   | 二级大法官 | 2013年2月7日公告   | 周强       | 西藏自治区高级人民法院院长                   | （藏族） |
| 阎庆文 | 二级大法官 | 2013年2月7日公告   | 周强       | 陕西省高级人民法院院长                       |          |
| 慕平   | 二级大法官 | 2013年2月7日公告   | 周强       | 北京市高级人民法院院长                       |          |
| 缪蒂生 | 二级大法官 | 2013年2月7日公告   | 周强       | 辽宁省高级人民法院院长                       |          |
| 徐家新 | 二级大法官 | 2013年4月27日公告  | 周强       | 最高人民法院审判委员会委员                   |          |
| 闫汾新 | 二级大法官 | 2013年5月2日公告   | 周强       | 新疆维吾尔自治区高级人民法院党组书记、副院长 |          |
| 陶凯元 | 二级大法官 | 2013年12月31日公告 | 周强       | 最高人民法院副院长                           | （女）   |

### 2014年
| 姓名   | 级别       | 任命时间          | 首席大法官 | 任命时任职                                       | 备注 |
| ------ | ---------- | ----------------- | ---------- | ------------------------------------------------ | ---- |
| 崔亚东 | 二级大法官 | 2014年1月28日公告 | 周强       | 上海市高级人民法院院长                           |      |
| 骆源   | 二级大法官 | 2014年4月3日公告  | 周强       | 解放军军事法院副院长                             |      |
| 胡云腾 | 二级大法官 | 2014年4月24日公告 | 周强       | 最高人民法院研究室主任                           |      |
| 刘贵祥 | 二级大法官 | 2014年4月24日公告 | 周强       | 最高人民法院执行局局长、审判委员会副部级专职委员 |      |

### 2015年
| 姓名 | 级别       | 任命时间         | 首席大法官 | 任命时任职             | 备注 |
| ---- | ---------- | ---------------- | ---------- | ---------------------- | ---- |
| 孙潮 | 二级大法官 | 2015年2月4日公告 | 周强       | 贵州省高级人民法院院长 |      |

### 2016年
| 姓名            | 级别       | 任命时间           | 首席大法官 | 任命时任职                       | 备注         |
| --------------- | ---------- | ------------------ | ---------- | -------------------------------- | ------------ |
| 石时态          | 二级大法官 | 2016年2月3日公告   | 周强       | 黑龙江省高级人民法院院长         |              |
| 杨万明          | 二级大法官 | 2016年2月3日公告   | 周强       | 北京市高级人民法院院长           |              |
| 陈国猛          | 二级大法官 | 2016年2月3日公告   | 周强       | 浙江省高级人民法院院长           |              |
| 黄克            | 二级大法官 | 2016年2月3日公告   | 周强       | 广西壮族自治区高级人民法院院长   |              |
| 龚稼立          | 二级大法官 | 2016年2月3日公告   | 周强       | 广东省高级人民法院院长           |              |
| 葛晓燕          | 二级大法官 | 2016年2月3日公告   | 周强       | 江西省高级人民法院院长           | （女）       |
| 木太力甫·吾布力 | 二级大法官 | 2016年1月26日公告  | 周强       | 新疆维吾尔自治区高级人民法院院长 | （维吾尔族） |
| 姜伟            | 二级大法官 | 2016年11月8日公告  | 周强       | 最高人民法院副院长               |              |
| 程东方          | 二级大法官 | 2016年12月19日公告 | 周强       | 解放军军事法院副院长             |              |

### 2017年
| 姓名   | 级别       | 任命时间          | 首席大法官 | 任命时任职                     | 备注 |
| ------ | ---------- | ----------------- | ---------- | ------------------------------ | ---- |
| 邱水平 | 二级大法官 | 2017年1月24日公告 | 周强       | 山西省高级人民法院院长         |      |
| 寇昉   | 二级大法官 | 2017年1月24日公告 | 周强       | 吉林省高级人民法院院长         |      |
| 裴显鼎 | 二级大法官 | 2017年4月28日公告 | 周强       | 最高人民法院刑事审判第二庭庭长 |      |

### 2018年
| 姓名              | 级别       | 任命时间          | 首席大法官 | 任命时任职                       | 备注             |
| ----------------- | ---------- | ----------------- | ---------- | -------------------------------- | ---------------- |
| 杨宗仁            | 二级大法官 | 2018年2月8日公告  | 周强       | 内蒙古自治区高级人民法院院长     |                  |
| 刘晓云            | 二级大法官 | 2018年2月8日公告  | 周强       | 上海市高级人民法院院长           |                  |
| 夏道虎            | 二级大法官 | 2018年2月8日公告  | 周强       | 江苏省高级人民法院院长           |                  |
| 李占国            | 二级大法官 | 2018年2月8日公告  | 周强       | 浙江省高级人民法院院长           |                  |
| 吴偕林            | 二级大法官 | 2018年2月8日公告  | 周强       | 福建省高级人民法院院长           |                  |
| 张甲天            | 二级大法官 | 2018年2月8日公告  | 周强       | 山东省高级人民法院院长           |                  |
| 胡道才            | 二级大法官 | 2018年2月8日公告  | 周强       | 河南省高级人民法院院长           |                  |
| 田立文            | 二级大法官 | 2018年2月8日公告  | 周强       | 湖南省高级人民法院院长           |                  |
| 杨临萍            | 二级大法官 | 2018年2月8日公告  | 周强       | 重庆市高级人民法院院长           | （女）           |
| 黄海龙            | 二级大法官 | 2018年2月8日公告  | 周强       | 广西壮族自治区高级人民法院院长   |                  |
| 陈凤超            | 二级大法官 | 2018年2月8日公告  | 周强       | 海南省高级人民法院院长           |                  |
| 王树江            | 二级大法官 | 2018年2月8日公告  | 周强       | 四川省高级人民法院院长           |                  |
| 韩德洋            | 二级大法官 | 2018年2月8日公告  | 周强       | 贵州省高级人民法院院长           |                  |
| 侯建军            | 二级大法官 | 2018年2月8日公告  | 周强       | 云南省高级人民法院院长           |                  |
| 李智              | 二级大法官 | 2018年2月8日公告  | 周强       | 陕西省高级人民法院院长           |                  |
| 张海波            | 二级大法官 | 2018年2月8日公告  | 周强       | 甘肃省高级人民法院院长           |                  |
| 陈明国            | 二级大法官 | 2018年2月8日公告  | 周强       | 青海省高级人民法院院长           |                  |
| 沙闻麟            | 二级大法官 | 2018年2月8日公告  | 周强       | 宁夏回族自治区高级人民法院院长   |                  |
| 巴哈尔古丽·赛买提 | 二级大法官 | 2018年2月8日公告  | 周强       | 新疆维吾尔自治区高级人民法院院长 | （女，维吾尔族） |
| 刘立根            | 一级大法官 | 2018年8月1日公告  | 周强       |                                  |                  |
| 肖孟奎            | 二级大法官 | 2018年8月1日公告  | 周强       |                                  |                  |
| 贺小荣            | 二级大法官 | 2018年8月9日公告  | 周强       |                                  |                  |
| 罗东川            | 二级大法官 | 2018年9月10日公告 | 周强       |                                  |                  |

### 2019年
| 姓名   | 级别       | 任命时间          | 首席大法官 | 任命时任职             | 备注 |
| ------ | ---------- | ----------------- | ---------- | ---------------------- | ---- |
| 游劝荣 | 二级大法官 | 2019年1月28日公告 | 周强       | 湖北省高级人民法院院长 |      |
| 孙洪山 | 二级大法官 | 2019年2月12日公告 | 周强       | 山西省高级人民法院院长 |      |

### 2020年
| 姓名 | 级别       | 任命时间           | 首席大法官 | 任命时任职 | 备注   |
| ---- | ---------- | ------------------ | ---------- | ---------- | ------ |
| 贺荣 | 一级大法官 | 2020年4月30日公告  | 周强       |            | （女） |
| 沈亮 | 二级大法官 | 2020年12月14日公告 | 周强       |            |        |

### 2022年
| 姓名   | 级别       | 任命时间          | 首席大法官 | 任命时任职 | 备注   |
| ------ | ---------- | ----------------- | ---------- | ---------- | ------ |
| 冯军   | 二级大法官 | 2022年1月30日公告 | 周强       |            |        |
| 金银墙 | 二级大法官 | 2022年1月30日公告 | 周强       |            |        |
| 李勇   | 二级大法官 | 2022年2月28日公告 | 周强       |            |        |
| 王淑梅 | 二级大法官 | 2022年2月28日公告 | 周强       |            | （女） |

### 2023年
| 姓名            | 级别       | 任命时间      | 首席大法官 | 任命时任职 | 备注   |
| --------------- | ---------- | ------------- | ---------- | ---------- | ------ |
| 程东方          | 一级大法官 | 2023年1月3日  | 周强       |            | [ 52 ] |
| 党广锁          | 二级大法官 | 2023年1月18日 | 周强       |            | [ 53 ] |
| 贾宇            | 二级大法官 | 2023年1月18日 | 周强       |            | [ 53 ] |
| 田云鹏          | 二级大法官 | 2023年1月18日 | 周强       |            | [ 53 ] |
| 傅信平          | 二级大法官 | 2023年1月18日 | 周强       |            | [ 53 ] |
| 霍敏            | 二级大法官 | 2023年1月18日 | 周强       |            | [ 53 ] |
| 朱玉            | 二级大法官 | 2023年1月18日 | 周强       |            | [ 53 ] |
| 戴军            | 二级大法官 | 2023年1月18日 | 周强       |            | [ 53 ] |
| 茆荣华          | 二级大法官 | 2023年1月18日 | 周强       |            | [ 53 ] |
| 张应杰          | 二级大法官 | 2023年1月18日 | 周强       |            | [ 53 ] |
| 次登            | 二级大法官 | 2023年1月18日 | 周强       |            | [ 53 ] |
| 王中明          | 二级大法官 | 2023年1月18日 | 周强       |            | [ 53 ] |
| 安长海          | 二级大法官 | 2023年1月18日 | 周强       |            | [ 53 ] |
| 迪里夏提·沙依木 | 二级大法官 | 2023年1月18日 | 周强       |            | [ 53 ] |
| 聂光海          | 二级大法官 | 2023年7月14日 | 张军       |            | [ 54 ] |